# Nikola Wielowska
Nikola Wielowska, née le 4 décembre 2002 à Nowogard est une coureuse cycliste polonaise, spécialiste de la piste.

## Palmarès sur piste

### Championnats du monde
| Édition / Épreuve                   | Vitesse par équipes |
| Francfort-sur-l'Oder 2019 (juniors) | Bronze              |

### Coupe des nations
- 2021
  - 2e de la poursuite par équipes à Cali

### Championnats d'Europe
| Édition / Épreuve          | Vitesse par équipes | Poursuite par équipes | Américaine | Scratch | Omnium |
| Gand 2019 (juniors)        | Or                  |                       |            | Or      |        |
| Fiorenzuola 2020 (juniors) | Or                  |                       | Argent     | Argent  | Or     |
| Apeldoorn 2021 (espoirs)   |                     | 6e                    |            | 6e      |        |
| Granges 2021               |                     | 7e                    |            |         |        |
| Anadia 2022 (espoirs)      |                     | 5e                    |            | 4e      | 7e     |
| Munich 2022                |                     |                       |            | Bronze  |        |
| Anadia 2023 (espoirs)      | Bronze              |                       |            |         |        |